# Katholische Fu-Jen-Universität
Die Katholische Fu-Jen-Universität, kurz FJU (chinesisch 天主教輔仁大學 / 天主教辅仁大学, Pinyin Tiānzhǔjiào Fǔrén Dàxué, kurz 輔仁大學 / 辅仁大学) ist eine Hochschule unter der Trägerschaft der katholischen Kirche im Bezirk Xinzhuang der Stadt Neu-Taipeh in Taiwan. Es ist eine Neugründung der von der Volksrepublik China beschlagnahmten Katholischen Universität Peking.
Fu Jen ist die älteste katholische und von Benediktinern gegründete Universität der chinesischsprachigen Welt und untersteht direkt der Kongregation für das katholische Bildungswesen des Heiligen Stuhls. Es ist auch ein nichtstaatlicher Akteur der Track-II-Diplomatie in den Beziehungen zwischen dem Heiligen Stuhl und Taiwan.

## Geschichte

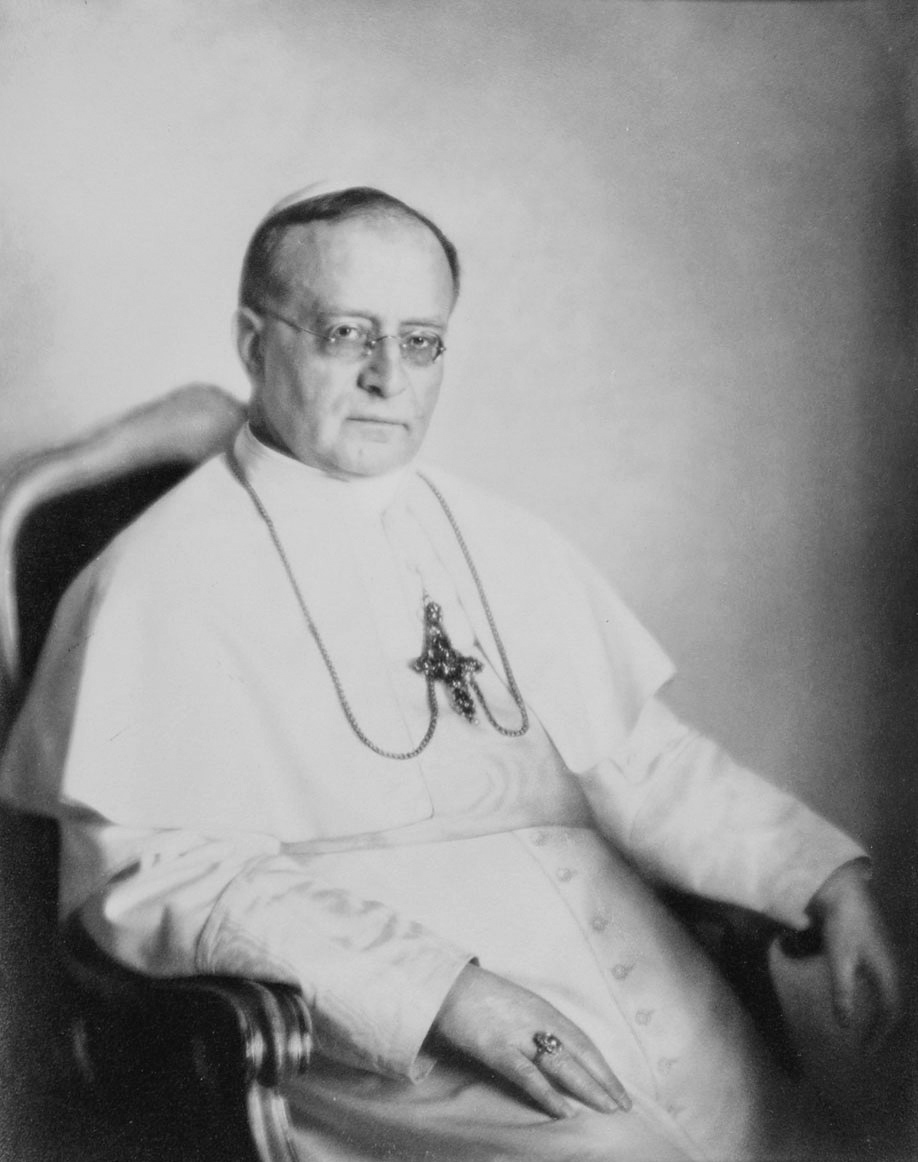
Papst Pius XI unterstützte die Gründung der Universität

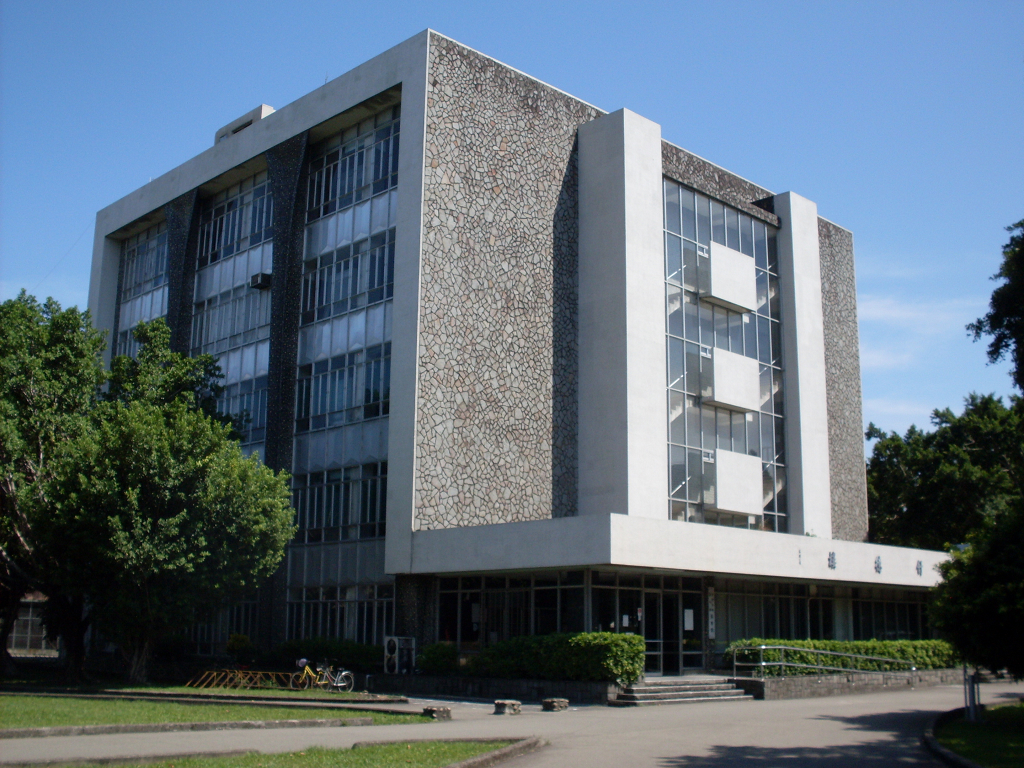
Schutte Memorial Library

Die „Katholische Universität Peking“ wurde 1925 von amerikanischen Benediktiner-Missionaren gegründet und nannte sich ab 1927 Fu-Jen-Universität. Abt Alfred Joseph Koch OSB war der letzte Kanzler aus dem Benediktinerorden. Papst Pius XI. übertrug die Leitung der Universität am 29. April 1933 der Gesellschaft des Göttlichen Wortes. Der erste Rektor nach der Übernahme der Universität durch die Steyler Missionare wurde der US-Amerikaner P. Joseph Murphy SVD (1895–1935), der jedoch nach kurzer Amtszeit verstarb. Daraufhin ernannte P. Generalsuperior Josef Grendel SVD (1878–1951) den Schriftleiter des Anthropos P. Rudolf Rahmann SVD (1902–1985) zum neuen Rektor der Fu Jen. Im Oktober 1936 trat Rahmann den Posten an, den er bis 1945 ausübte. 1945 wurde der US-Amerikaner P. Harold Rigney SVD (1900–1980) Rektor der Fu Jen und Rahmann wurde stellvertretender Rektor. 1949 wurde die Universität von der Volksrepublik China beschlagnahmt und 1952 in die Pädagogische Universität Peking eingegliedert.
Im Jahr 1960 wurde die Fu-Jen-Universität durch die Chinesische Bischofskonferenz in Taiwan neugegründet. Der Campus der Fu-Jen (einschließlich des angeschlossenen Krankenhauses) ist 40 Quadratkilometer groß und ist somit von der Größe her etwa so groß wie die Vatikanstadt oder der Campus der Universität Osaka in Toyonaka.
Im weltweiten Ranking von Times Higher Education im Jahr 2006 lag die Universität auf Platz 417 und im Jahr 2008 auf Platz 533. Sie ist damit Taiwans beste Privatuniversität und gehört zu den Top Ten der Universitäten in Taiwan.
Fu Jen beherbergt auch eine A&HCI-Zeitschrift.

## Bibliothek
- Kungpo Erinnerungsbibliothek (文圖)
- Schutte Erinnerungsbibliothek (理圖)
- Fahy Erinnerungsbibliothek (社圖)
- Paul Kardinal Shan Bibliothek (醫圖)
- Theologie Bibliothek (神圖)